# Avenida Nuevo Hampshire

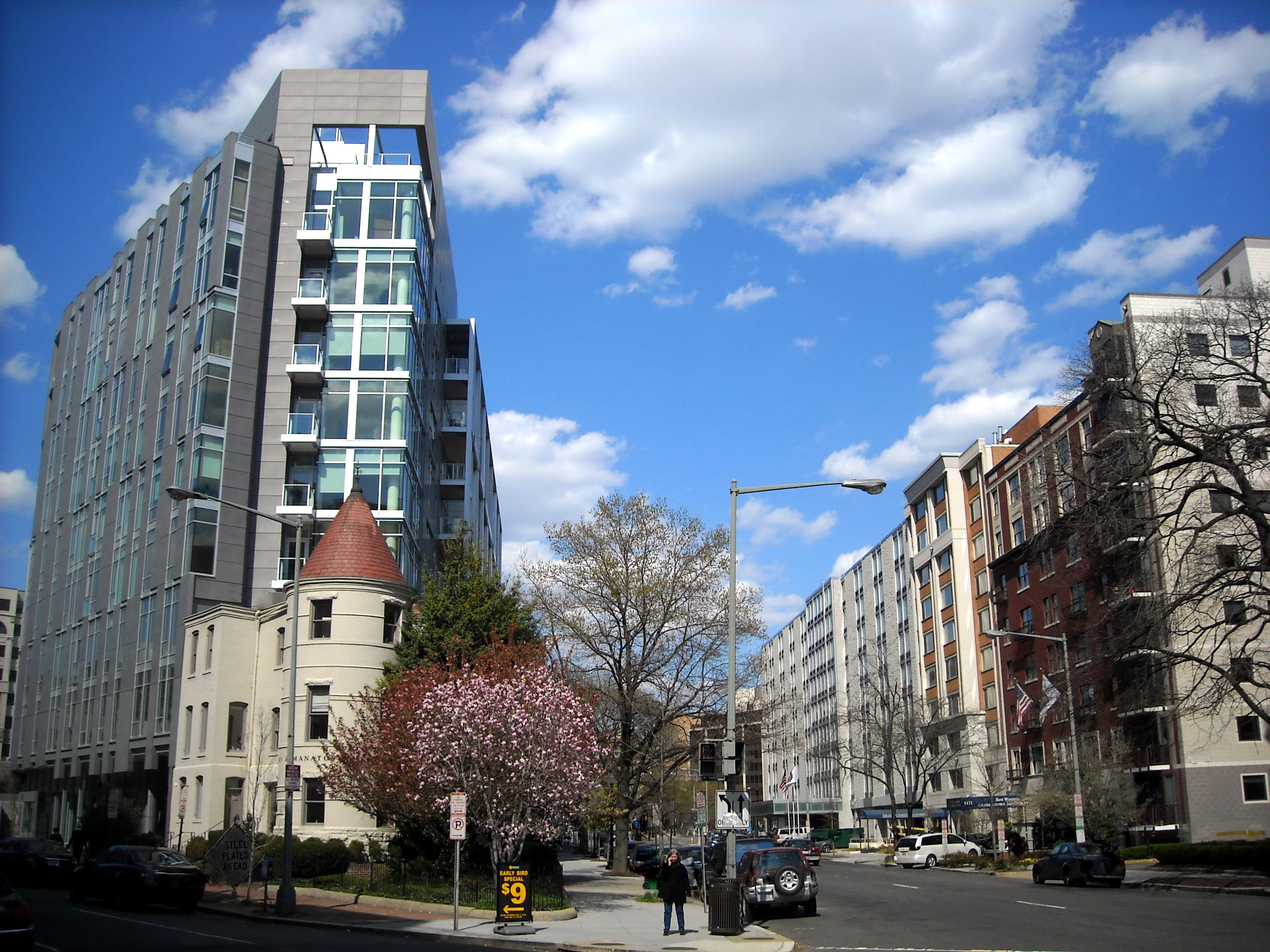
Intersección de la calle 22 y la avenida Nuevo Hampshire, NW en el barrio West End.

La avenida Nuevo Hampshire o New Hampshire Avenue es una calle diagonal localizada en Washington D. C., y empieza desde el Centro Kennedy y se extiende al noreste a 5 millas (8 km) y luego continua a Maryland donde se le designa como Ruta de Maryland 650. La avenida Nuevo Hampshire, sin embargo no es continua. La avenida para en la calle 15 y W y vuelve a iniciar en Columbia Heights en Park Road NW, a unas pocas cuadras de la avenida Georgia. 
La avenida Hampshire pasa por varios barrios en Washington incluyendo en Foggy Bottom, Dupont Circle, Petworth y Lamond-Riggs.

## Servicio de tránsito

### Metrobus
Las siguientes rutas del Metrobus pasan a lo largo de la avenida (de norte a sur):
- H1, L1 (20th St. NW a Washington Circle)
- L2 (18th St. NW a 21st St. NW)
- 64 (Missouri Ave. a Park Rd.)
- 63 (Georgia Ave. a Park Rd.)
- K6 (White Oak a Fort Totten)
- R1 (sentido norte solo de Metzerott Rd. a Adelphi Rd.)
- C8 (Randolph Rd. a Adelphi Rd.)
- Z2 (Olney-Sandy Spring Rd. a Lockwood Dr.)

- Datos: Q8210331
- Multimedia: New Hampshire Avenue / Q8210331